# ولپارک
ولپارک (انگلیسی: Wellpark) شرکت نوشیدنی اسکاتلندی است، که در سال ۱۷۴۰ تأسیس شد.